# Bruguiera
Bruguiera é um género botânico pertencente à família Rhizophoraceae.

## Espécies
| - Bruguiera arnottiana - Bruguiera australis - Bruguiera candel - Bruguiera capensis - Bruguiera caryophyllaeoides - Bruguiera caryophylloides - Bruguiera conjugata - Bruguiera cylindrica - Bruguiera decandra - Bruguiera decangulata - Bruguiera eriopetala - Bruguiera exaristata - Bruguiera gymnorrhiza - Bruguiera hainesii - Bruguiera littorea - Bruguiera madagascariensis | - Bruguiera malabarica - Bruguiera nemorosa - Bruguiera nubicola - Bruguiera obtusa - Bruguiera oxyphylla - Bruguiera parietosa - Bruguiera parviflora - Bruguiera rheedii - Bruguiera ritchiei - Bruguiera rumphii - Bruguiera sexangula - Bruguiera sexangularis - Bruguiera timoriensis - Bruguiera wightii - Bruguiera zippelii |

- Commons
- Wikispecies